# Вільгермсдорф
Вільгермсдорф (нім. Wilhermsdorf) — громада в Німеччині, розташована в землі Баварія. Підпорядковується адміністративному округу Середня Франконія. Входить до складу району Фюрт.
Площа — 26,64 км2. Населення становить 5479 ос. (станом на 31 грудня 2020).

## Географії

### Сусідні міста та громади
Вільгермсдорф межує з 6 містами / громадами:
- Емскірхен
- Лангенценн
- Гросгаберсдорф
- Дітенгофен
- Нойгоф-ан-дер-Ценн
- Ерльбах

## Галерея

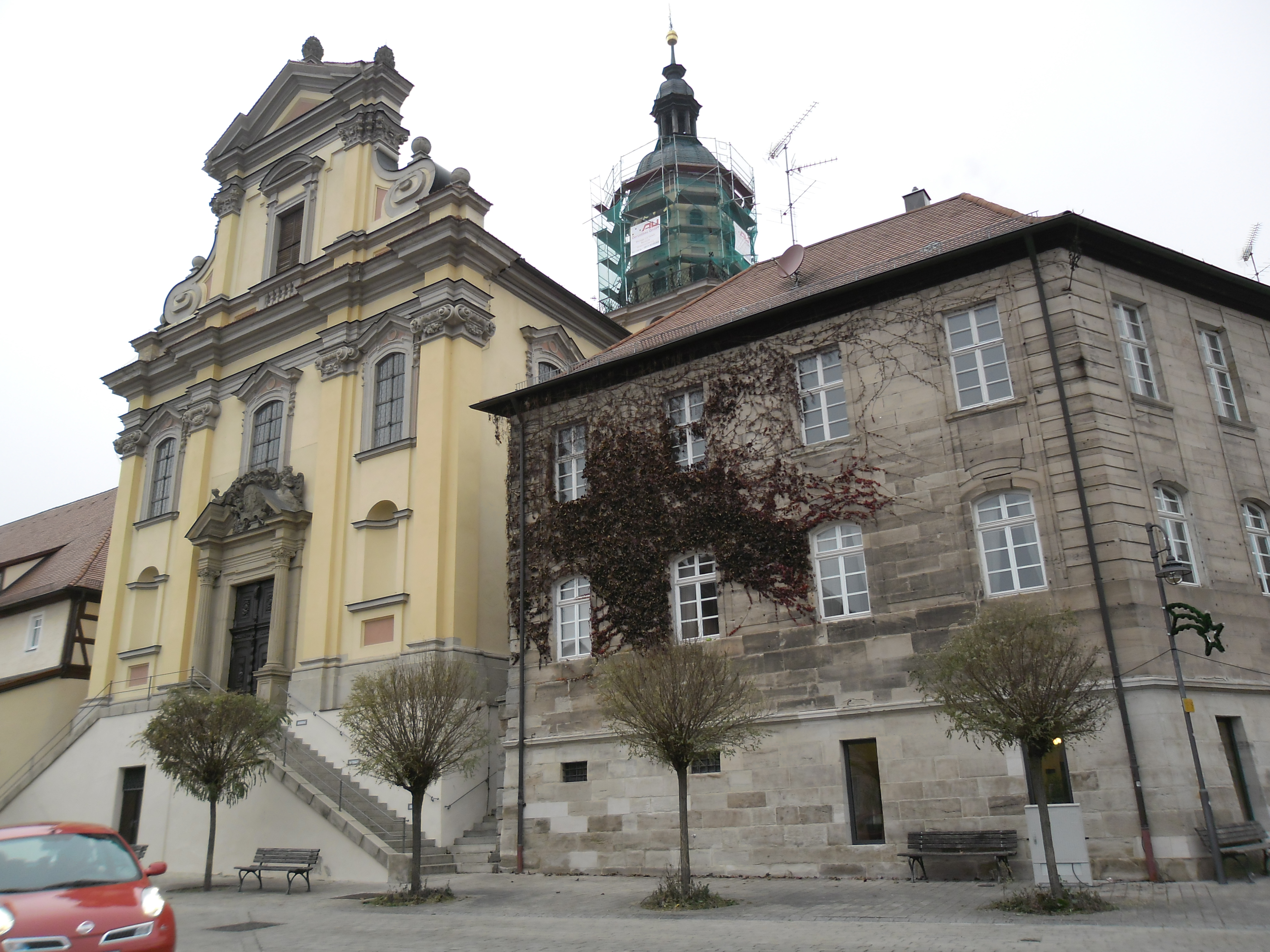
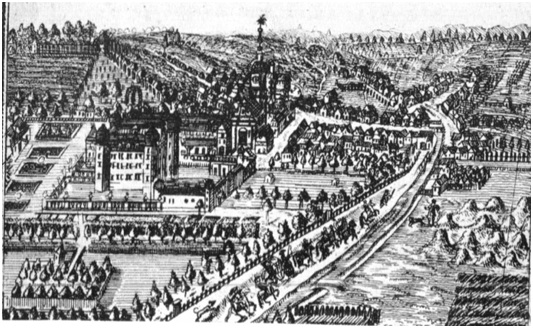
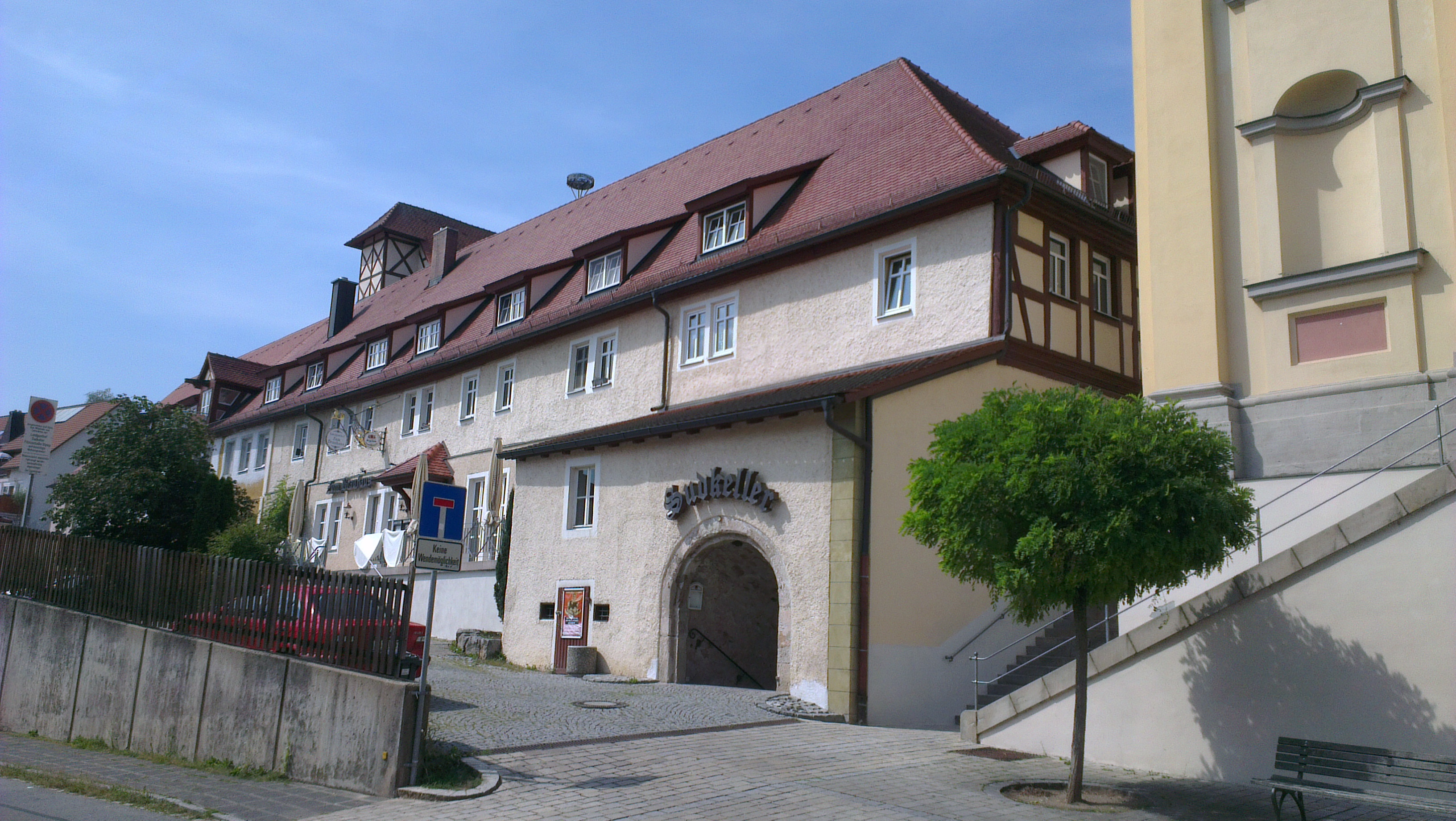
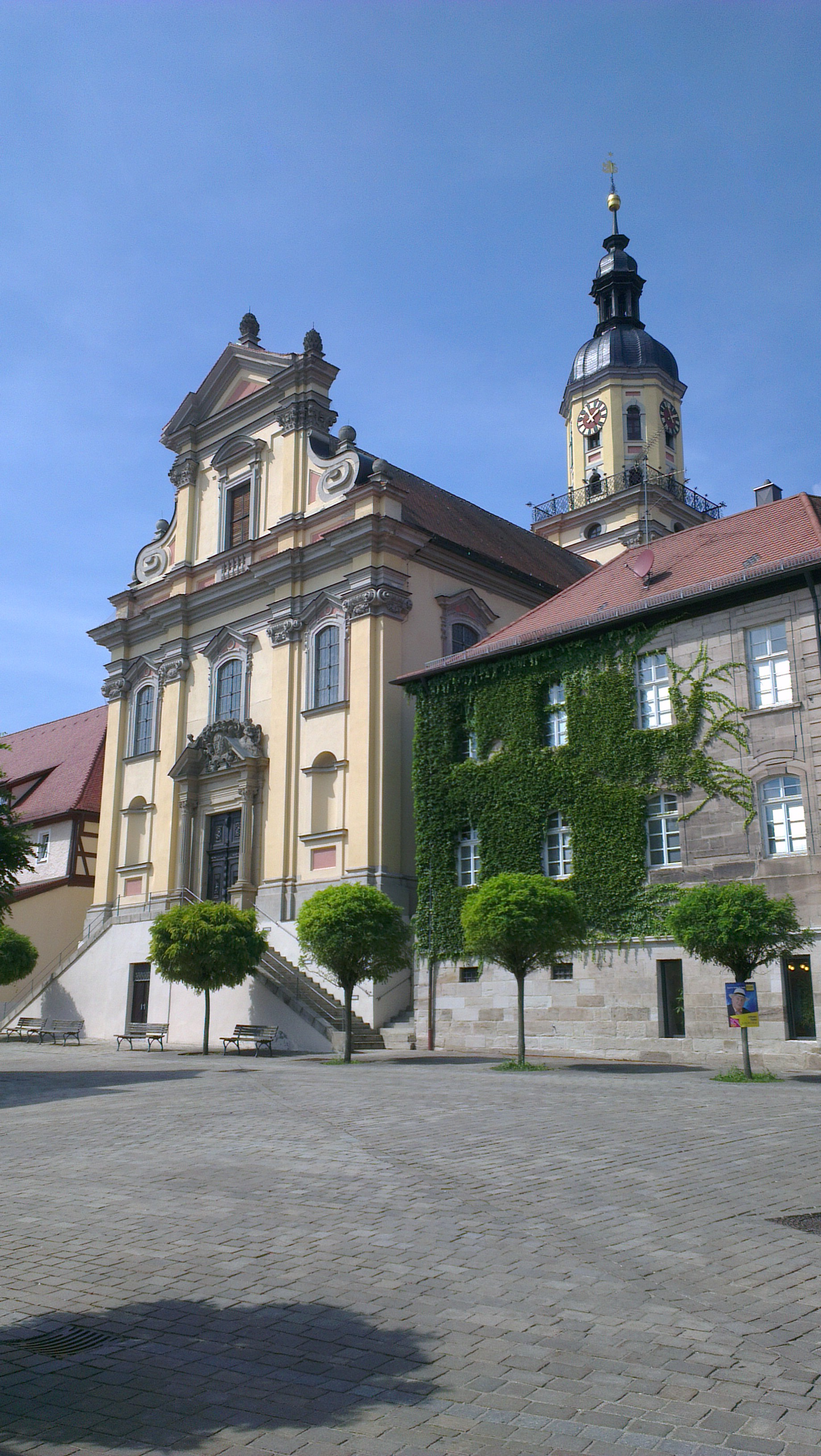
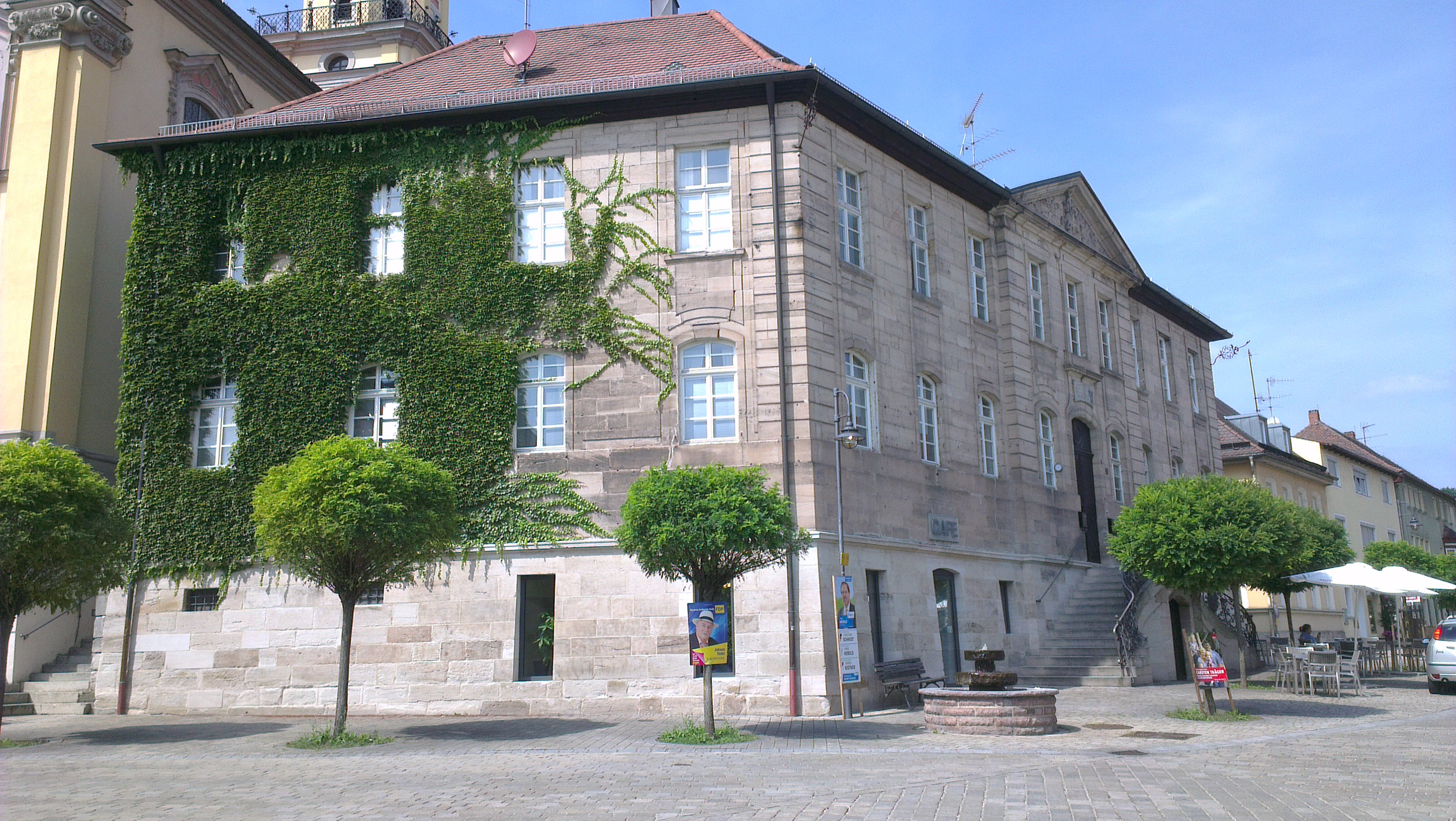
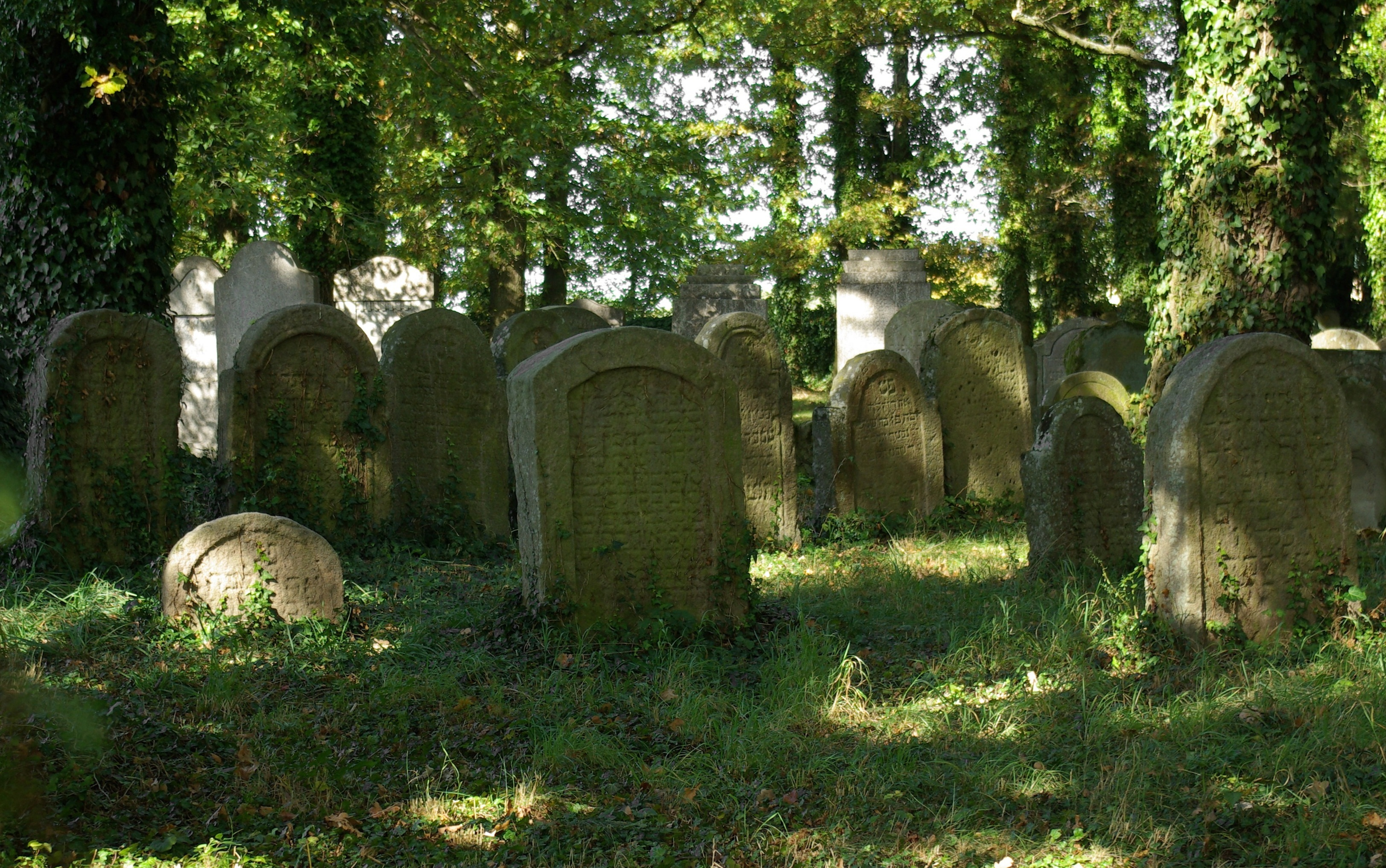